# 阿迪勒一世
阿迪勒一世（阿拉伯语：‎）；1145 年－1218 年 8 月 31 日）為埃及和敘利亞的第四任蘇丹，他是阿尤布王朝創立者萨拉丁的兄弟。阿迪勒一世擁有库尔德人的血統，其被十字軍稱為薩法丁（意思是「信仰之劍」），並以薩法丁之名在西方世界廣為人知。此外阿迪勒一世還是一名才華洋溢且富有效率的管理者和組織者，他不僅在幫助其兄薩拉丁發動偉大戰役的背後，提供軍事和民事上的重要支持，阿迪勒一世自身也是一位相當能幹的將領和戰略家，在阿尤布王朝取代業已腐朽的法蒂玛王朝過程中發揮了重要作用。